# Mount Tyndall (Neuseeland)
Mount Tyndall ist ein 2496 m hoher Berg in den Neuseeländischen Alpen auf der Südinsel Neuseelands.

## Geschichte
Der Berg erhielt seinen englischen Namen 1862 von James McKerrow zu Ehren des britischen Wissenschaftlers John Tyndall. Die einheimischen Māori gaben dem Berg den Namen Mahoru, was in etwa „den Blicken freigegeben“ bedeutet.
Die Erstbesteigung gelang am 21. Februar 1914 den Bergsteigern Hugh Francis Wright und A. C. R. Simpson über den Isabel-Gletscher.
In der Region West Coast trägt ein zweiter Berg denselben Namen, benannt durch Julius von Haast 1861.

## Geographie
Der Mount Tyndall liegt im südlichen Endbereich der Südalpen. Er ist ein vergletscherter Gipfel, der über drei verschiedene Flüsse entwässert. Der in der Südflanke liegende Tyndall-Gletscher führt sein Wasser zum Dart River/Te Awa Whakatipu ab, wie es auch der südliche Teil des in der Nordwestflanke liegenden Isabel-Gletschers tut. Der nördliche Teil desselben entwässert hingegen zum Matukituki River. Wasser an der Südostflanke fließt dem Shotover River zu.